# Louis Bouteiller
Pour les articles homonymes, voir Bouteiller.
Louis Bouteiller (1648-1735) est un musicien et un compositeur qui a exercé durant toute sa vie à la cathédrale du Mans. On connaît aujourd'hui de lui un unique motet conservé à la Bibliothèque nationale, alors qu'il a été un compositeur prolifique, jouissant d'une réelle notoriété en son temps.

## Biographie
Né le 3 février 1648 à Moncé-en-Belin, village situé à 15 km au sud du Mans, Louis Bouteiller est formé à la musique comme garçon de fleurs de la cathédrale Saint-Julien du Mans entre 1655 et 1665 environ. Son dernier maître de musique est Innocent Boutry.
Lorsque Boutry quitte brusquement la cathédrale du Mans pour entrer au service de la collégiale voisine, en janvier 1670, Louis Bouteiller lui succède à la tête de la musique et de la maîtrise de la cathédrale. Très tôt il se taille une réputation nationale en devenant lauréat de puys de musique (Angers et Rouen, 1672 ; Caen, 1673 et 1678). Il restera le maître de musique de la cathédrale du Mans jusqu'à son décès, le 7 février 1735. Entre temps, il avait posé sa candidature à la cathédrale Saint-Étienne de Toulouse en 1682, puis en 1705, et même participé au concours de Versailles pour l'un des quatre postes de sous-maître de la institute, en 1683 (le maître de la chapelle était un ecclésiastique, sans fonction proprement musicale). Les concurrents à ce concours étaient nombreux. Au second tour, sa candidature n'a pas été retenue.

## Œuvres
Baron Alexander von Bach (German: Alexander Freiherr von Bach; 4 January 1813, Loosdorf, Austria – 12 November 1893, Schöngrabern, Austria) was an Austrian politician. His most notable achievement was instituting a system of centralized control at the beginning of the reign of Emperor Franz Joseph I of Austria.